# Camino del Rocío
Camino del Rocío es una película musical española de 1966 dirigida por Rafael Gil y protagonizada por Carmen Sevilla, Francisco Rabal y Arturo Fernández. 
Fue la tercera adaptación de la novela póstuma La virgen del Rocío ya entró en Triana de Alejandro Pérez Lugín y completada por su discípulo Manuel Siurot, después de las primeras adaptaciones cinematográficas: La blanca Paloma (1942) de Claudio de la Torre y Sucedió en Sevilla (1955) de José Gutiérrez Maesso, ambas con Juanita Reina como protagonista.
Los decorados de la película fueron diseñados por Enrique Alarcón y la música fue de Augusto Algueró.

## Sinopsis
Esperanza (Carmen Sevilla) y María Jesús (Concha Goyanes) son las hijas de un rico empresario sevillano, que comparte sus negocios con la viuda de su socio, Martina (María Luisa Ponte). Un giro drástico en sus vidas las obliga a cambiar de residencia y replantearse su futuro. Mientras, Alberto, el hijo de Martina (Arturo Fernández), intenta comprometerse con Esperanza, pese a las dudas de ella sobre su vida de juerguista. Por otro lado, José Antonio (Paco Rabal), el capataz de una de sus antiguas fincas, mantiene su amor por Esperanza en secreto.

## Reparto
- Carmen Sevilla como Esperanza Aguilar
- Francisco Rabal como José Antonio
- Arturo Fernández como Alberto Echeve
- Guillermo Marín como Fernando Aguilar
- Concha Goyanes como María Jesús Aguilar
- Julia Caba Alba como Tía Rosa
- María Luisa Ponte como Martina
- Sancho Gracia como médico
- Robert Royal como Robert Burton
- Antonia Imperio 'Antoñita Imperio' como La Guadaira
- José Orjas como administrador contable
- Alicia Hermida como Setefiya
- Alfonso del Real como camarero
- Adriano Domínguez como abogado
- Mario Morales como caballista